# Jølster
Jølster er en tidligere kommune i Vestland fylke i Norge. Den ligger i Indre Sunnfjord. Det er to byer i Jølster; Vassenden og Skei, hvor Skei er kommunecenteret. Det højeste fjeld i kommunen hedder Snønipa og er 1.827 meter højt. Navnet Jølster kommer oprindelig fra det norrøne udtryk "jolmster" som betyder «larm og ballade».
1. januar 2020 blev Førde, Naustdal, Gaular og Jølster kommuner lagt sammen til Sunnfjord kommune.
Kommunen grænser i nord til Gloppen og Stryn, i øst til Luster og Sogndal, i syd og i vest til Førde, og i nordvest til Naustdal.

## Kendte jølstringer

### Kunst og kultur
- Nikolai Astrup (1880-1928) blev født i Bremanger, men voksede op i Jølster hvor faren var præst. Nikolai Astrup regnes som en af de største norske kunstnerne fra først i 1900-tallet, og flere af hans billeder er solgt på auktioner for omkring 4 millioner kroner.
- Ludvig Eikaas (1920-2010) blev født på Eikaas i Jølster. Han blev regnet som en central kunstner i sidste halvdel af 1900-tallet og udførte både maleri, skulpturer og især grafik. Blev professor på Kunstakademiet i Oslo i 1970. Fik et eget kunstmuseum, Eikaasgalleriet opkaldt efter sig da han skænkede en stor samling kunst til kommunen.
- Sigmund Eikaas (f. 1947), prisvindende hardingfele-spillemand fra Jølster. Tidligere leder i Landslaget for spillemænd.
- Linda Øvrebø (f. 1966), operasangerinde.

### Historiske skikkelser
- Audun Hugleiksson (født ca. 1240), baron, stormand, betydningsfuld politiker næst efter kongen, diplomat og finansminister i kongeriget Norge i slutningen af 1200-tallet. Kom fra Jølster, hvor Audun Hugleiksson-spillet opføres hvert andet år med skuespillere som f.eks. Bjørn Sundquist.